# قلعه جرکلباد
قلعه جرکلباد مربوط به دوره صفوی است و در گلوگاه، شرق شهر، مرز استان مازندران و گلستان، جرکلباد واقع شده و این اثر در تاریخ ۲۷ آبان ۱۳۸۶ با شمارهٔ ثبت ۲۰۲۸۲ به‌عنوان یکی از آثار ملی ایران به ثبت رسیده است.